# Cedar Grove (Florida)
Cedar Grove és una població dels Estats Units a l'estat de Florida. Segons el cens del 2000 tenia 5.367 habitants.

## Demografia
Segons el cens del 2000, Cedar Grove tenia 5.367 habitants, 2.109 habitatges, i 1.423 famílies. La densitat de població era de 220,9 habitants per km².
Dels 2.109 habitatges en un 34,6% hi vivien nens de menys de 18 anys, en un 46,7% hi vivien parelles casades, en un 16,2% dones solteres, i en un 32,5% no eren unitats familiars. En el 26,4% dels habitatges hi vivien persones soles el 7,4% de les quals corresponia a persones de 65 anys o més que vivien soles. El nombre mitjà de persones vivint en cada habitatge era de 2,49 i el nombre mitjà de persones que vivien en cada família era de 3.
Per edats la població es repartia de la següent manera: un 27,2% tenia menys de 18 anys, un 9,9% entre 18 i 24, un 29,4% entre 25 i 44, un 20,7% de 45 a 60 i un 12,9% 65 anys o més.
L'edat mediana era de 34 anys. Per cada 100 dones de 18 o més anys hi havia 87,3 homes.
La renda mediana per habitatge era de 28.762 $ i la renda mediana per família de 31.577 $. Els homes tenien una renda mediana de 25.203 $ mentre que les dones 18.250 $. La renda per capita de la població era de 13.588 $. Entorn del 16,1% de les famílies i el 19% de la població estaven per davall del llindar de pobresa.

## Poblacions més properes
El següent diagrama mostra les poblacions més properes.